# 医会分類
医会分類（いかいぶんるい）は、日本産婦人科医会が採用している「ベセスダシステム2001準拠子宮頸部細胞診報告様式」のこと。従来のクラス分類（日母分類）に代わる子宮頸癌の新しい細胞診報告様式を目指し 、平成25（2013）年度より報告を統一した。
- 日本産婦人科医会第17回記者懇談会(H20.12.10)で発表した[2]。懇談会では子宮頸がん検診の精度管理、細胞診報告様式・HPV検査の解説がなされ、報告様式についての意見が求められた。

## 解説
ベセスダシステム2001準拠子宮頸部細胞診報告様式(通称：ベセスダシステム、医会分類)では、

①標本の種類

②標本の適否

③細胞診判定

④細胞所見 等

の欄が用意されている。

### 標本の種類
子宮頸部擦過材料をスライドに塗った標本と、米国で主流になっている液状検体の2種がある。
- 液状検体を用いる方法はLBC(liquid-based cytology)と呼ばれ米国では主流となっている。LBC標本は観察しやすいものの、LBC専用採取容器代がかさむ[3]。

### 標本の適否
作製された細胞診標本が病変部検査に適しているかどうかで、適正と不適正に分かれる。適正の場合に次の細胞診判定に進むことができる。
- 細胞が採取されていないときや出血・高度炎症などのために判定できないとき、不適正検体となる。不適正は偽陰性を減少させるためにも欠かすことのできない判定結果である。したがって不適正の場合は再検査。

### 細胞診判定
陰性、扁平上皮細胞（子宮頚部の表面を形作っている細胞）異型、腺細胞（子宮頚部の粘液を分泌する細胞）異型に分かれている。
陰性は判定区分「A1/異常なし」となり、次回定期検診（2年に1回）。
扁平上皮系異型と腺系異型の場合はいずれも判定区分はC1（要医療（要治療）/医師による医療措置が必要）となり、次の対応に進む。次の対応は、
1. HPV検査
2. 6ヶ月以内の細胞診再検
3. コルポスコピー
4. 生検 等

で、
- 次の対応がHPV検査や6ヵ月後の細胞診再検であるのは判定がASC-US(アスクユーエス、アスカス、軽度の異型扁平上皮細胞)の場合である。
- 次の対応がコルポスコピー、生検となるのは判定がASC-H(アスクエッチ、高度の異型扁平上皮細胞)、LSIL（軽度の扁平上皮病変）、HSIL（高度の扁平上皮病変）、SCC（扁平上皮がん疑い）、および腺細胞異常(AGC（異型腺細胞）、等)である。

## 臨床的な位置づけ
ベセスダシステム(THE BETHESDA SYSTEM)は子宮頸部細胞診がスクリーニングではあるものの、病変部診断を示すことがありmedical consultationとなることが考慮されている。細胞診結果が臨床所見、他の臨床検査結果、生検結果等と組み合わされ、患者にとって最終診断となり治療に結びつくものとなる。

## 背景
子宮頸癌は胃癌とともに最近10年間で死亡率および罹患率はほぼ横ばいになっているが、20歳代、30歳代の子宮頸癌患者は激増している。この世代の女性人口10万人当たり1990年には15人を超え、2001年には30人を超えた(0期を含む)。また多くの子宮頸癌はヒトパピローマウイルス(HPV)感染によって生じることが分かっている。HPV感染の機会が増えたということでもある。HPV感染と20歳代、30歳代の子宮頸癌増加は一種の社会問題といえ、子宮がん予防や検診について議論の機会が増えている。
子宮頸癌の予防策はHPV感染予防と子宮がん検診による異形成の検出が基本である。感染予防のためにはHPVワクチンが開発中である。HPV感染後は子宮がん検診によって前癌状態である異形成(感染して癌になるまでの細胞変化)を検出することが必要である。
HPV(ヒトパピローマウイルス)の検査としては遺伝子検査が行われる。HPV検査でウイルス感染有無やウイルスの型別分類等が明らかとなる。ウイルスに感染した子宮頚管細胞が異形成の段階にあるかどうかは細胞診で検査される。

## 課題
- 医会分類では米国で主流となっているベセスダシステムを採用し、従来のクラス分類（日母分類）を強化したものとなっている。従来のクラス分類よりも検査費用が高くなり、新たな医療基盤システム投資が必要になるなどの課題がある。
- 検診は市町村がその費用を持っており、新しい報告様式が現在の日母分類に置き換わるかどうかは未知である[要出典]。今後、要再検や要精密検査を広く拾い上げるための検診法として経費面からも検証がなされる。
- 検診以外にも医療機関内で利用されると考えられるが、病理診断科に関連して細胞診の診療報酬をホスピタルフィーとするかドクターフィーとするか、その按分などもこれから検証がなされる。産婦人科医が実施する場合は問題にはなりにくいものの、細胞診専門医・病理専門医を含む医師が行う細胞診断について診療報酬を整備し、病変部記述診断について責任を果たせる環境づくりが必要となる。
- 子宮頸部の細胞診は受診した医療機関ではなく外部検査機関に検査委託されることが多い。細胞診検査は検査所等が受託しており、医療機関内での検査人員削減等とも関連し、細胞診検査の外部委託傾向が強まっている。より安価な衛生検査所を選ぶことで医療機関の儲けはより大きくなり、検査所もより安価に受託することが市場競争に勝ち残るための戦術となる。ベセスダシステムがもつ病変診断という医行為の要素と、日本でのがん検診ビジネスモデルの関係については評価が定まっていない。
- また検診料金のあり方や安価で受託した場合の細胞診検査士テクニカルコストや精度管理コストのあり方については議論が十分ではない。日母分類が国際的に通用しないという理由で医会分類が導入されたという背景もある。

## 参考図書
- ベセスダシステム2001アトラス D．ソロモン／編 R．ネイヤー／編 平井康夫／監訳 シュプリンガー・ジャパン 2007年11月 (ISBN 978-4-431-10010-2)
- ベセスダシステム2001準拠子宮頚部細胞診報告様式の運用の実際と注意点 病理と臨床 2009 Vol.27 No.12 p.1130-1139 今野 良ほか